# Distribucijski center
Distribucijski center (angl. distribution center) je infrastrukturni objekt, ki zagotavlja delovanje distribucijske logistike. Distribucijski centri so zelo pomembni v oskrbni verigi, saj omogočajo centralizirano dobavo in tako kupcem omogočijo sprotno naročanje blaga (angl. just in time ali just in sequence). 
Primer:Kuehne + Nagel's distribucijski center
Glavna naloga distribucijskih centrov je skladiščenje blaga z namenom distribucije trgovcem na drobno, trgovcem na debelo ali kočnim kupcem. Dobavitelji razpošljejo kamione napolnjene z blagom v distribucijski center, tam se blago razsortira na manjše dele in razporedi na podlagi tega kaj je kupljeno skupaj, nato se pripravi na manjše pošiljke in pošlje naprej, ko je naročeno s strani trgovca v zahtevanih količinah.
Razlika med skladiščem in distribucijskim centrom je v tem, da je glavni namen skladišča, skladiščenje čim večje količine blaga za določen čas, distribucijski centri pa imajo namen zagotavljanja hitre, redne dobave v manjših količinah. Osredotočeni so na hitrih premikih blaga čez center, imajo manj zalog in posledično nižje stroške.

## Delitev distribucijskih centrov
Poznamo pretočni distribucijski centre in distribucijske centre, ki opravljajo funkcijo enakomernih dobav. Pretočni distribucijski centri temeljijo na delu neposredno na nakladalno-razkladalnem območju ali rampah, blago se skladišči na ločenih platojih, intenziteta dela je lahko različna prav tako se število delavcev spreminja. Funkcija enakomernih dobav temelji na avtomatizaciji in visokimi regali, oprema je visoko tehnološka, sprejem in oddaja blaga pa računalniško vodena. Število delavcem je po navadi enakomerno prav tako prihodi in odhodi na nakladalno-razkladalnih rampah, saj je vse vnaprej predvideno.

## Preteklost in sedanjost
Distribucijski center je imel v preteklosti vlogo premagovanja razlik v povpraševanju in ponudbi, skladiščenja, oblikovanja zalog in dostave, v sedanjosti pa so distribucijski centri dosti bolj kompleksni in so povezani s celotno oskrbno verigo od začetka do konca, vedno več je približevanja končne proizvodnje kupcu, zato se tudi same proizvodnje in distribucijski centri selijo na trge, kjer je več povpraševanja in se s tem hitreje prilagodijo zahtevam povpraševanja.
Dejavnost distribucijskih centrov je pod vedno večjimi pritiski. Čas in stroški so najpomembnejši. Vitke oskrbne verige težijo k zniževanju stroškov prekladanja in skladiščenja blaga, na drugi strani pa visoki stroški energnetov povečujejo variabilne stroške. Prav tako je v distibucijskih centrih pomemba tehnološka oprema, ki je čedalje bolj zapletena ter infrastruktura, kar povečuje fiksne stroške.

## VIRI:
- Beškovnik, Bojan: Strategija delovanja in vloga distribucijskih centrov http://www.delo.si/gospodarstvo/posel-in-denar/strategija-delovanja-in-vloga-distribucijskih-centrov.html Pridobljeno dne 3.1.2013
- doc.dr. Gumzelj, Roman; dr. Jereb, Borut: Informacijska podpora logističnim sistemom. Transport http://egradiva.fl.uni-mb.si/IPLS/tretje.html%5B%5D Pridobljeno dne 3.1.2013